# Angarn
Angarn este o arie protejată (arie de protecție specială avifaunistică — SPA) din Suedia întinsă pe o suprafață de 565,1 ha, integral pe uscat.

## Localizare
Centrul sitului Angarn este situat la coordonatele 59°32′50″N 18°09′29″E / 59.5471°N 18.158°E.

## Înființare
Situl Angarn a fost declarat arie de protecție specială avifaunistică în martie 1996 pentru a proteja 8 specii de animale.

## Biodiversitate
Situată în ecoregiunea boreală, aria protejată nu include niciun habitat protejat.
La baza desemnării sitului se află mai multe specii protejate de  păsări (8): buhai de baltă (Botaurus stellaris), erete de stuf (Circus aeruginosus), lebădă de iarnă (Cygnus cygnus), presură de grădină (Emberiza hortulana), sfrâncioc roșiatic (Lanius collurio), vultur pescar (Pandion haliaetus), viespar (Pernis apivorus), cresteț pestriț (Porzana porzana).